# ウィーナ (タイム・マシン)
ウィーナ（Weena）は、イギリスの小説家H・G・ウェルズが1895年に書いたタイムトラベル小説『タイム・マシン』に登場する架空のキャラクター。物語では主人公のタイムトラベラーがタイムマシンで西暦802,701年に旅行し、人類が有閑階級のエロイ、労働者階級のモーロックという2つの種に進化したことを発見する。彼はウィーナというエロイの少女に出会い、モーロックとの戦いに敗走する。
原作は1960年、1978年、2002年と3回映画化されており、それぞれ異なったウィーナ像が描写されている。

## 1895年の小説
原作小説では、タイムトラベラーは西暦802,701年に到達し、暫らく目を離した隙にタイム・マシンを何者かに持ち去られてしまう。取り乱しながらも冷静さを何とか取り戻した彼は、浅瀬で溺れかけていたエロイの少女ウィーナを救い出す。他のエロイは全くそのような素振りを見せず無関心であったので、彼はエロイの人間性に幻滅してウィーナも自分のことなどすぐ忘れるだろうと思っていた。しかし翌日、彼女は特別に作った花輪を彼にプレゼントし、明らかに彼に懐く様子を見せた。次第に彼はウィーナを自分の時代であるビクトリア朝時代に連れて行こうと思い始める。タイムトラベラーはエロイと全く違う進化を遂げたモーロックの存在を知り、彼らがタイム・マシンを奪ったのだと確信する。地下でモーロックに遭遇して敗走した彼は、彼らに対抗すべく武器と陣地を探すためウィーナと共に遠征する。青磁の宮殿と見えた博物館でいくつかの有用な物を見つけた彼は、判断を誤り夜の森でモーロックに囲まれてしまう。彼の焚火が元で森が火事になって火を恐れるモーロックが逃げ惑う中、ウィーナを探すが見付からなかった。モーロックに連れ去れたが、火にまかれて亡くなったと思われた。捕食者であるモーロックに喰われたのでは無いらしかったのが唯一の救いであった。タイム・マシンを取り戻した彼は、更に遥かな未来を見た後に自分の時代に戻った。ウィーナがポケットに入れた2つの奇妙な白い花が時間旅行の唯一の証しであった。最後にタイムトラベラーは再び時間旅行に出掛け、2度と戻らなかった。

## 1960年の映画
1960年、ジョージ・パルは小説に基づいたデビッド・ダンカンの脚本で、映画『タイム・マシン 80万年後の世界へ』を監督した。ただし原作とは大きく異なる変更がいくつか加えられている。原作では特に名前が無かったタイムトラベラーに原作者のハーバート・ジョージ・ウェルズにちなんで「ジョージ」という名前が付けられた。ジョージはさまざまな時代を旅した後に西暦802,701年に到達し、エロイが浅瀬で溺れている同族の少女に無関心でいるのを見つける。彼は彼女を救出し、彼女の名前であるウィーナを学ぶ。小説とは異なりジョージはウィーナを死なせたりはしない。ウィーナとエロイを救出した後に自分の時代に戻り、更にウィーナの時代に戻って彼女と再会する。 ウィーナはイヴェット・ミミューが演じた。

## 1978年のテレビ映画
1978年、サン・クラシック・ピクチャーズはテレビ映画『The Time Machine』を製作。ストーリーには大きな変更が加えられた。タイムトラベラーは1970年代の科学者ニール・ペリー博士となり、舞台はイギリスからアメリカに変更された。彼は遠い未来へと旅をして、モーロックが未知の目的のためにエロイを連れ去ろうとしていると訴えるウィーナと友達になる。ペリーはウィーナの兄弟を救うためにモーロックを訪れる。また、エロイに自分自身を守る方法を教える。彼は任務を終えた後に自分の時代に戻り、再び未来に行きウィーナと再会する。プリシラ・バーンズがウィーナを演じた。

## 2002年の映画
2002年、同名の映画『タイムマシン』がアーノルド・レイボヴィット製作総指揮、サイモン・ウェルズ監督により公開された。ウィーナはマーラに改名され、サマンサ・マンバが演じた。ガールフレンドのエマが殺害されて以来、タイムマシンの製造に人生を捧げているアレクサンダー・ハーデゲン博士は、1899年にコロンビア大学で開発に成功した。彼は西暦802,701年に旅行してエロイと出会い、マーラによって精神の平穏を取り戻した。彼はマーラを救出し、彼女やエロイと共に新しい生活を始める。

## 大衆文化において
- 2008年にドイツのアマチュア天文学者エルヴィン・シュワブ（英語版）とライナー・クリング（ドイツ語版）によって発見された、小惑星283142ウィーナは彼女にちなんで名付けられた[4]。公式の命名は、2013年12月17日に小惑星センターによってなされた（M.P.C.86284）[5]。
- PBSの子供向け番組『夢見る子犬・ウィッシュボーン』には、ウィッシュボーン（CV: ラリー・ブラントリー（英語版））がタイムトラベラーの役割を果たす「Bark to the Future」というエピソードがあった。大幅に要約されてはいるが、効果的に物語は伝えられた。西暦802,701年の世界は、ピンク尽くめでピンクの髪のエロイと不気味な猿のようなモーロックにより巧みに表現された。ウィーナは番組レギュラーのリサ＝ガブリエル・グリーンが演じた[6]。